# Linda Ferga
Linda Ferga (Paris, 24 de dezembro de 1976) é uma antiga atleta francesa que competia em provas de barreiras altas (100 metros com barreiras ao ar livre e 60 m barreiras em pista coberta). Foi campeã europeia indoor em 2000 e 2002.
Começou por ser também, no início da sua carreira, uma especialista em salto em comprimento, com um recorde pessoal de 6.80 m, marca obtida em 1997. Depois decidiu enveredar apenas pelas corridas de barreiras, tendo obtido alguns êxitos internacionais. Participou em duas edições olímpicas (2000 e 2004), tendo sido finalista nos Jogos Olímpicos de 2000 disputados em Sydney. Nessa prova, acabaria em sétimo lugar com um tempo de 13.11 s.
Depois do casamento, passou a ser conhecida por Linda Ferga-Khodadin.

## Melhores marcas pessoais

### Outdoor
| Prova          | Data                | Local                     | Marca   |
| -------------- | ------------------- | ------------------------- | ------- |
| 100 metros     | 4 de agosto de 2004 | Castres, França           | 11.41 s |
| 100m barreiras | 15 de julho de 2005 | Angers, França            | 12.66 s |
| Comprimento    | 13 de julho de 1997 | Villeneuve d'Ascq, França | 6.80 m  |

### Indoor
| Prova          | Data                    | Local              | Marca  |
| -------------- | ----------------------- | ------------------ | ------ |
| 60 metros      | 19 de fevereiro de 2000 | Liévin, França     | 7.28 s |
| 60 m barreiras | 7 de março de 2004      | Budapeste, Hungria | 7.82 s |
| Comprimento    | 16 de fevereiro de 1997 | Liévin, França     | 6.78 m |